# Jonas Aas
Jonas Aas (28 tháng 9 năm 1890 - 9 tháng 2 năm 1971) là một cố cầu thủ bóng đá người Na Uy.Ông đã chơi trong ba trận đấu cho đội tuyển bóng đá quốc gia Na Uy từ năm 1913 đến năm 1915.